# The Best of Platinum Collection
| Оценки критиков | Оценки критиков |
| Источник        | Оценка          |
| --------------- | --------------- |
| AllMusic        | без оценки      |

The Best of Platinum Collection — сборник итальянской певицы Мины, выпущенный в 2007 году на лейбле EMI Records. На альбоме представлены избранные треки из сборников The Platinum Collection 2004 года и The Platinum Collection 2 2006 года. Также добавлена песня «Uappa», которая не вошла в предыдущие сборники. Все песни расположены в хронологическом порядке. В 2009 году альбом получил золотую сертификацию в Италии.

## Список композиций
| №                   | Название                                  | Автор(ы)                                     | Из альбома                                             | Длительность |
| ------------------- | ----------------------------------------- | -------------------------------------------- | ------------------------------------------------------ | ------------ |
| 1.                  | «Vorrei che fosse amore»                  | Антонио Амурри, Бруно Канфора                | Canzonissima ’68 (1968)                                | 2:26         |
| 2.                  | «Bugiardo e incosciente»                  | Паоло Лимити, Жуан Мануэль Серрат            | …bugiardo più che mai… più incosciente che mai… (1969) | 6:18         |
| 3.                  | «Non credere»                             | Могол, Аскри, Роберто Софичи                 | …bugiardo più che mai… più incosciente che mai… (1969) | 4:06         |
| 4.                  | «Insieme»                                 | Могол, Лучио Баттисти                        | …quando tu mi spiavi in cima a un batticuore… (1970)   | 4:07         |
| 5.                  | «Grande, grande, grande»                  | Альберто Теста, Тони Ренис                   | Mina (1971)                                            | 3:56         |
| 6.                  | «Amor mio»                                | Могол, Лучио Баттисти                        | Mina (1971)                                            | 4:43         |
| 7.                  | «Io e te da soli»                         | Могол, Лучио Баттисти                        | Del mio meglio (1971)                                  | 4:31         |
| 8.                  | «Parole parole»                           | Лео Кьоссо, Джанкарло Дель Ре, Джанни Феррио | Cinquemilaquarantatre (1972)                           | 3:55         |
| 9.                  | «E poi…»                                  | Андреа Ло Веккьо, Шел Шапиро                 | Frutta e verdura (1972)                                | 4:48         |
| 10.                 | «L’importante è finire»                   | Кристиано Мальджольо, Альберто Анелли        | La Mina (1975)                                         | 3:17         |
| 11.                 | «Uappa»                                   | Луиджи Альберти, Энрико Риккарди             | La Mina (1975)                                         | 3:20         |
| 12.                 | «Non gioco più»                           | Роберто Леричи, Джанни Феррио                | Del mio meglio n. 3 (1975)                             | 2:53         |
| 13.                 | «Ma che bontà»                            | Энрико Риккарди                              | Mina con bignè (1977)                                  | 3:00         |
| 14.                 | «Ancora ancora ancora»                    | Кристиано Мальджольо, Джан Пьетро Фелисатти  | Del mio meglio n. 7 (1983)                             | 4:13         |
| 15.                 | «Città vuota (It’s a lonely town)» (1978) | Джузеппе Кассия, Док Помус, Морт Шуман       | Mina Studio Collection (1998)                          | 4:59         |
| 16.                 | «Devi dirmi di si»                        | Массимилиано Пани, Валентино Альфани         | Mina 25 (1983)                                         | 4:12         |
| 17.                 | «Questione di feeling»                    | Могол, Риккардо Коччанте                     | Finalmente ho conosciuto il conte Dracula… (1985)      | 4:33         |
| 18.                 | «Via di qua»                              | Джорджо Калабрезе, Массимилиано Пани         | Sì, buana (1986)                                       | 4:51         |
| Общая длительность: | Общая длительность:                       | Общая длительность:                          | Общая длительность:                                    | 74:55        |

## Чарты

### Еженедельные чарты
| Чарт (2007)               | Высшая позиция |
| ------------------------- | -------------- |
| Италия (Classifica album) | 38             |

## Сертификации и продажи
| Регион | Сертификация | Продажи |
| --- | ------------ | ------- |
| Италия (FIMI) | Золотой      | 25 000* |
| * Данные о продажах приведены только на основе сертификации. ^ Данные о тиражах приведены только на основе сертификации. |              |         |